# 熊本県医師国民健康保険組合
熊本県医師国民健康保険組合（くまもとけんいしこくみんけんこうほけんくみあい）は、熊本県熊本市中央区に本部を置く国民健康保険組合。一般社団法人全国国民健康保険組合協会に加盟している。
熊本県医師会会員である医師及び従業員（家族を含む）の保健向上に寄与するため、国民健康保険法に基づいて設立された健康保険事業を行っている。